# Bolero (Ravel)

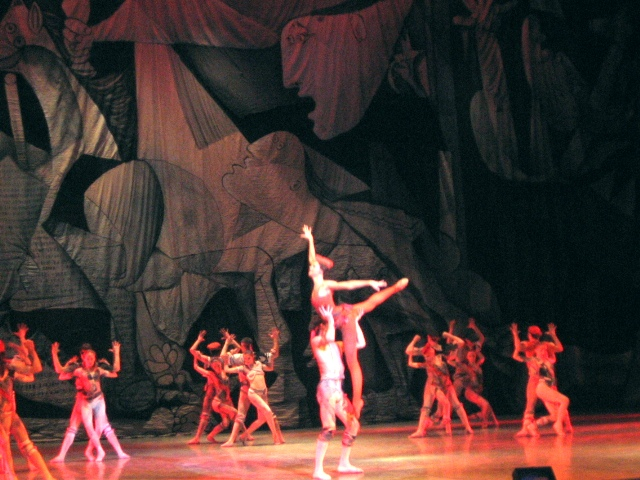
Balerina Marina Vezhnovets interpretând Bolero

Boleroul (titlul original: în franceză Bolero) de Maurice Ravel (1875–1937) este o compoziție muzicală inițial concepută ca muzică de balet pentru orchestră, într-un singur act, în do major, compusă în 1928 și pusă în scenă pe 22 noiembrie în același an, fiind creată pentru dansatoarea rusă Ida Rubinstein. Coregafia a fost semnată de Bronislava Nijinska, iar libretul a fost scris însăși de Ida Rubinstein.
Mișcare de dans cu ritm și tempo invariabile, pe o melodie uniformă și repetitivă, Boleroul își ia singurele elemente de variație  din efectele orchestrației, printr-un crescendo progresiv și, in extremis, printr-o  modulare scurtă în mi major.
Această operă singulară pe care Ravel a considerat-o un simplu studiu de orchestră a făcut obiectul celei mai largi difuzări dintre operele sale devenind, în zilele noastre, opera muzicală cel mai mult interpretată din toate timpurile.

## Personaje
- Dansatoarea
- ansamblu de dansatori

## Rezumat
O tavernă în Spania. O dansatoare, pe o masă a tavernei începe să danseze, cu mișcări lente și reținute. Bărbații de la mesele din prejur, o privesc curioși cu atenție. O dată cu repetarea temei și creșterea ei în intensitate sonoră a melodiei, dar cu același tempo neschimbat, dansatoarea începe să-i atragă pe privitorii de la mesele vecine. Cu mișcările sale captivante, îi fascinează atrăgându-i în dans și sărind jos de pe masă în mijlocul lor, îi atrage într-un dans ca un vârtej pasionant.

## Trivia
Pentru acest balet creat pentru Ida Rubinstein, tema aleasă de Ravel a fost sugerată de dansatorul spaniol Zerezo.